# Ines Špelič
Ines Špelič (Lubiana, 27 gennaio 1989) è una calciatrice slovena, difensore dell'Olimpia Lubiana e della nazionale slovena.

## Carriera

### Club
Dopo aver giocato in Slovenia all'inizio della carriera vestendo la maglia del ŽNK Jevnica, decide di trasferirsi all'estero, a Kemi, in Finlandia, nel Merilappi United, giocando in Naisten Liiga, il più alto livello del campionato finlandese femminile di calcio.
Nell'estate 2014 giunge in Italia sottoscrivendo un contratto per giocare in Serie A con la Pink Sport Time, dove l'allenatore Isabella Cardone la inserisce nel reparto difensivo per la stagione 2014-2015. Con la Pink rimane una sola stagione, congedandosi con un tabellino personale di 23 presenze in campionato.

### Nazionale
Nel 2005 Ines Špelič viene selezionata per rappresentare la Slovenia nella selezione giovanile della Nazionale Under-19 alle qualificazioni dell'edizione 2006 del campionato europeo di categoria facendo il suo esordio il 27 settembre 2005, in occasione del primo turno di qualificazione nella partita persa fuori casa per 0-2 con le pari età della Repubblica Ceca. Con la squadra Under-19 colleziona 11 presenze in competizioni UEFA.
Nel 2011 fa il suo esordio nella Nazionale maggiore in una competizione ufficiale UEFA, scendendo in campo da titolare il 22 novembre nella partita giocata al County Ground di Swindon contro la Nazionale inglese, incontro valido per la prima fase alle qualificazioni al campionato europeo 2013 e terminato per 0-4 per le Three Lionesses.

## Palmarès
- Prva ženska slovenska nogometna liga: 1

Olimpia Lubiana: 2016-2017